# Línea 3 (Metro de Atenas)
La línea 3 del Metro de Atenas es la tercera línea de metro más antigua de la ciudad.

## Detalles técnicos
| Color                         | Azul                                                                        |
| Número de estaciones          | 24                                                                          |
| Tipo                          | Metro convencional                                                          |
| Longitud                      | 45,2 km                                                                     |
| Municipios cubiertos          | Nikaia, Korydallos, Agia Varvara, Egaleo, Atenas, Chalandri y el Aeropuerto |
| Trenes                        | Generations 2, y 3                                                          |
| Tiempo de viaje               | 50 minutos                                                                  |
| Velocidad comercial           | 90 km/h                                                                     |
| Anchura de la vía             | Ancho de vía español antiguo (1435 mm)                                      |
| Tracción                      | Electricidad                                                                |
| Alimentación                  | Catenaria superior rígida 750 V DC y 25k V AC/DC                            |
| Secciones al aire libre       | Entre Doukissis Plakentias y Aeropuerto                                     |
| Cobertura de teléfono móvil   | 100%                                                                        |
| Talleres-cocheras y depósitos | Eleonas, Douk. Plakentias                                                   |
| Sistemas de seguridad         | ATP                                                                         |
| Modo de conducción            | ATP                                                                         |
| Operador                      | Statheres Sygkoinonies A.E.                                                 |